# 1998年の航空
< 1998年
1997年の航空 - 1998年の航空 - 1999年の航空

## 航空に関する出来事

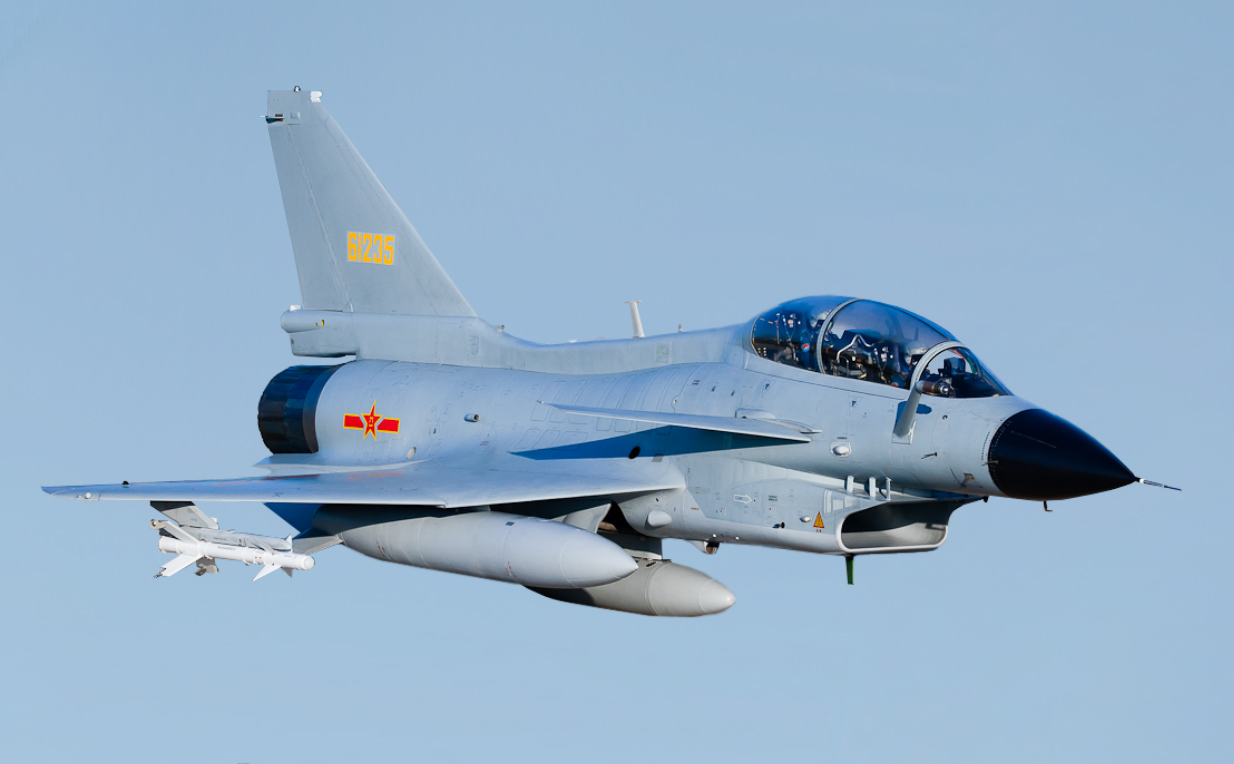
殲撃十型

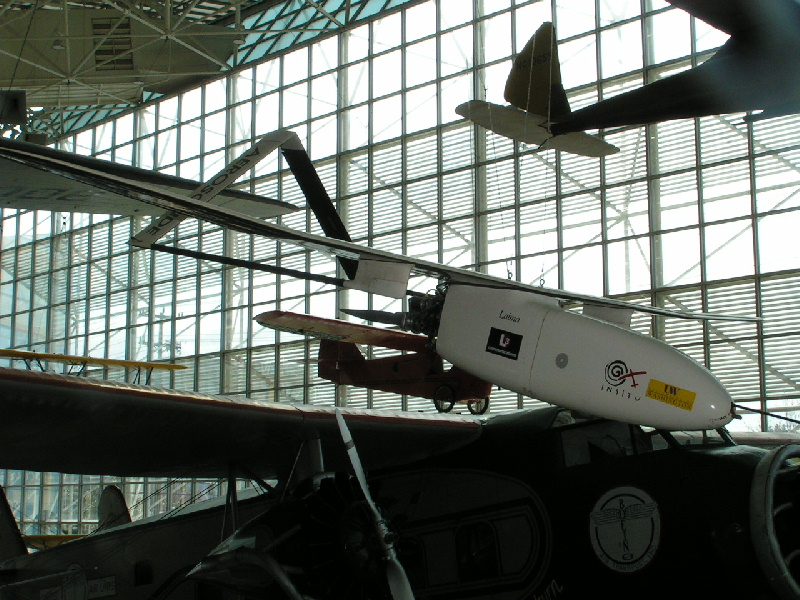
無人航空機(UAV)、Laima

- 2月6日 - クリントン大統領が、ワシントン・ナショナル空港 (Washington National Airport) の名称をロナルド・レーガン元大統領に因んで、ロナルド・レーガン・ワシントン・ナショナル空港(Ronald Reagan Washington National Airport）に改名する法案にサインした。
- 2月28日 - ライアン RQ-4A グローバルホーク無人機が初飛行。
- 3月24日 - 中華人民共和国の戦闘機、殲撃十型が初飛行した。
- 7月1日 - 日本航空の子会社JALエクスプレスが運行を開始する。
- 7月6日 - 香港の啓徳空港が閉鎖され、香港国際空港が運用を開始された。
- 8月21日 - エアロゾンデ社の無人航空機(UAV)、Laimaが26時間45分で3270kmを飛行し、大西洋を横断に成功した。
- 9月19日 - スカイマークエアラインズが羽田・福岡間で運航開始した。日本国内での定期航空事業への新規参入は35年ぶりである。
- 11月9日 - 77歳になった宇宙飛行士、ジョン・ハーシェル・グレンが、スペースシャトル、ディスカヴァリー号で再び宇宙へ出て9日間滞在した。
- 11月20日 - 国際宇宙ステーションの最初の基本機能モジュールが打ち上げられた。
- 12月10日 - カナダの曲技飛行チーム、スノーバーズのMichael VandenBosが、CT-114の空中衝突で死亡した。

## 1998年に初飛行した機体の画像

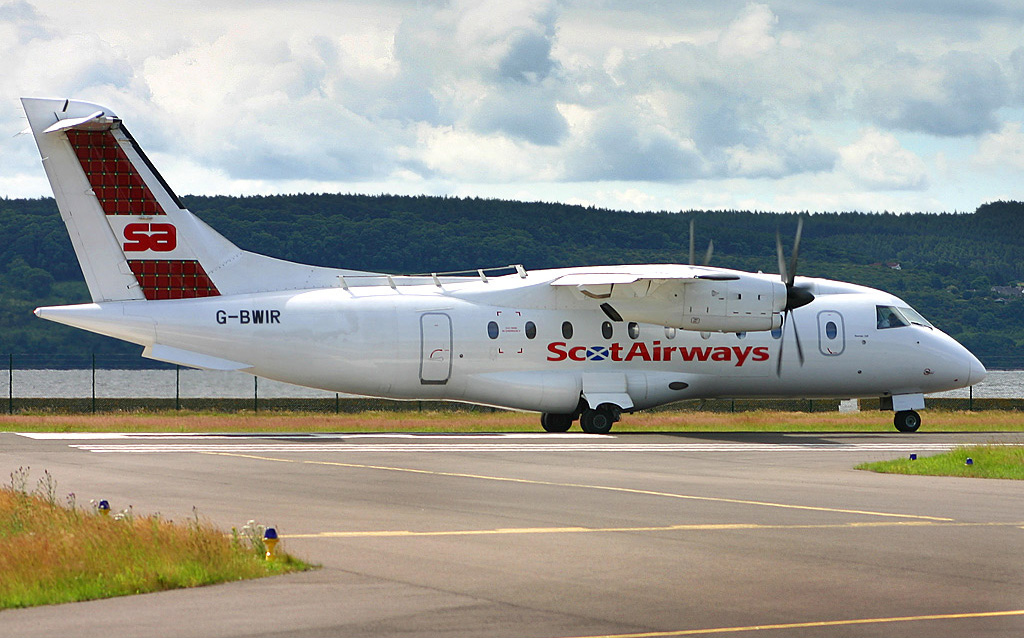
ドルニエ 328 （1月9日）

## 航空に関する賞の受賞者
- ハーモン・トロフィー：スティーヴ・フォセット
- デラボー賞： ベルトラン・ピカール (Switzerland)、Andy Elson (UK)、スティーヴ・フォセット、 Colin Prescot (UK)、ブライアン・ジョーンズ(UK)他